# Diademseeigel
Die Diademseeigel (Diadematidae) sind eine Familie besonders langstacheliger Seeigel (Echinoidea). Sie haben bis zu 30 Zentimeter lange, sehr spitze, dünne, hohle Stacheln.

## Verbreitung
Diademseeigel leben an den Küsten des tropischen Indopazifiks, des Roten Meeres und des tropischen Atlantiks. Eine Art, der Europäische Diademseeigel (Centrostephanus longispinus) lebt im Mittelmeer und im angrenzenden Atlantik.

### Massensterben
Bei einem Massensterben in den frühen 1980er Jahren sind in der Karibik 98 Prozent aller Diademseeigel verschwunden. 2022 starben dort erneut etwa 95 Prozent aller Seeigel, jeweils mit dramatischen Veränderungen der Korallenriffe und der gesamten biologischen Vielfalt in den entsprechenden Regionen unter Wasser. 2022 wurden erstmals tote Seeigel in Griechenland beobachtet. Über den Suezkanal gelangte das Massensterben bis 2023 in das Rote Meer, wo Forschende noch im selben Jahr mit der Suche nach letzten Überlebenden begann. 2024 waren auch Seeigel im Indischen Ozean vom Massensterben betroffen. Als Ursache für die Massensterben der letzten Jahre gilt eine Infektion durch parasitäre Wimpertierchen, die der Spezies Philaster apodigitiformis verwandtschaftlich sehr nahestehen.

## Lebensweise
Die Tiere halten sich bevorzugt in seichtem Wasser in der Nähe von Felsen oder Korallenriffen bis in eine Tiefe von etwa 30 Metern auf. Einige Arten leben auch in Seegraswiesen oder in der Mangrovenzone. Tagsüber verstecken sie sich in Höhlen oder Spalten oder drängen sich zum Schutz vor Fressfeinden dicht aneinander, so dass sich ein undurchdringlicher Stachelwald bildet. In der Nacht werden die Tiere aktiv und weiden Algen von Hartsubstraten ab.

## Fressfeinde
Trotz ihrer Wehrhaftigkeit werden Diademseeigel von großen Drücker- und Kugelfischen gefressen. Die Fische beißen die Stacheln ab oder versuchen durch einen mit dem Maul ausgestoßenen Wasserstrahl die Seeigel umzudrehen. Auch Helmschnecken wie die Rote Helmschnecke und die Königshelmschnecke fressen Diademseeigel, deren Kalkstacheln und Schale sie mit Schwefelsäure auflösen.
Zwischen ihren Stacheln suchen auch zahlreiche andere Tiere Schutz, beispielsweise Rippenquallen der Gattung Coeloplana, Partnergarnelen (Palaemoninae) und Kardinalbarsche (Apogonidae).

## Giftigkeit
Schwimmer und Taucher können sich leicht an den Stacheln der Diademseeigel verletzen. Nach dem Stich spürt man meist einen intensiven, eine halbe bis vier Stunden andauernden Schmerz. Bisher ist kein Giftstoff isoliert worden. Wegen der Reaktion der Opfer wird ein möglicherweise neurotoxisches Gift vermutet, das wahrscheinlich in der dünnen Haut, die die Stacheln bedeckt, enthalten ist. Die spröden Stacheln brechen leicht ab. Wegen der rauen Oberfläche und ihrer Zerbrechlichkeit ist es nur schwer möglich, sie wieder aus der Wunde zu entfernen.

## Gattungen
- Astropyga

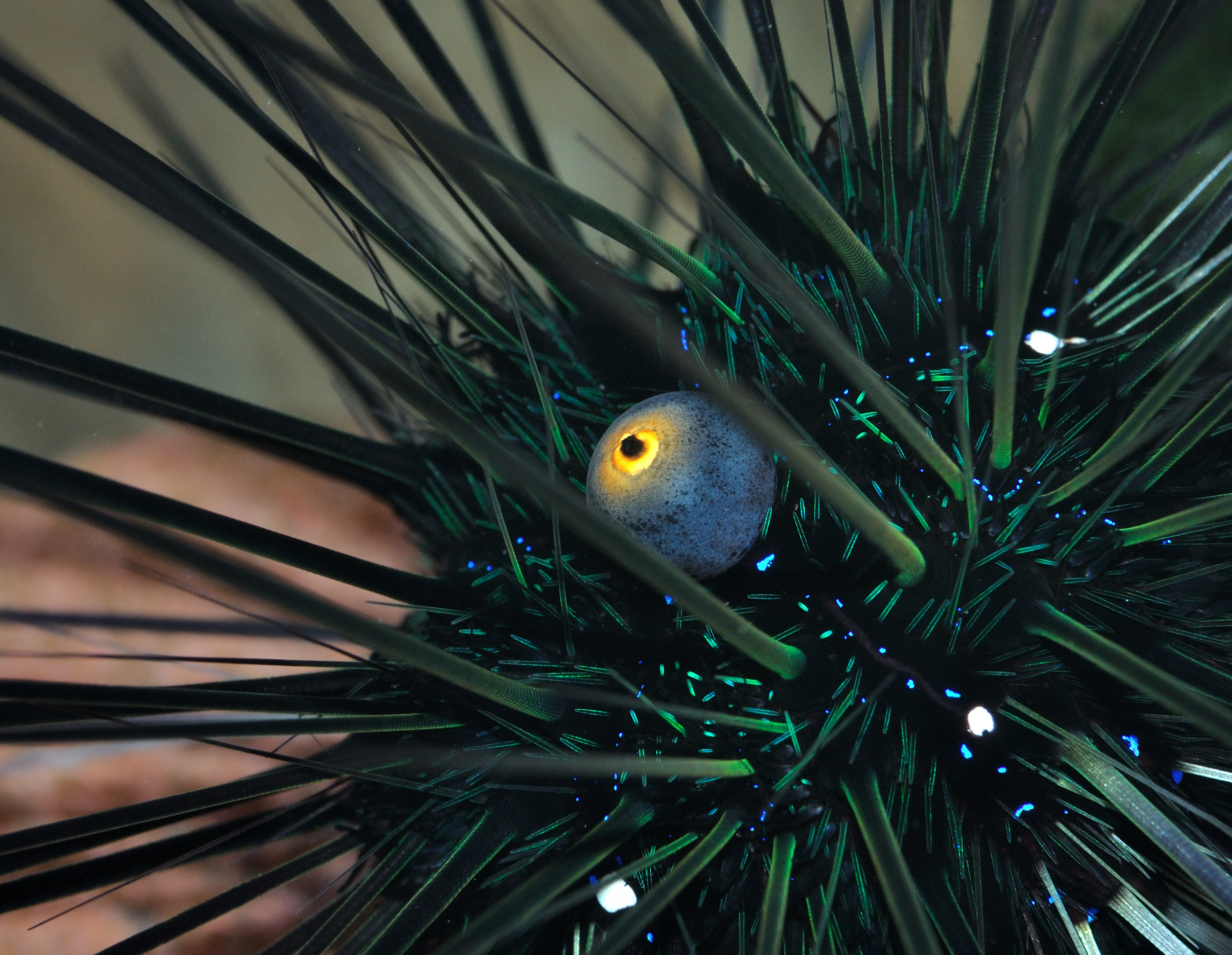
Periprokt eines Gewöhnlichen Diademseeigels (Diadema setosum)

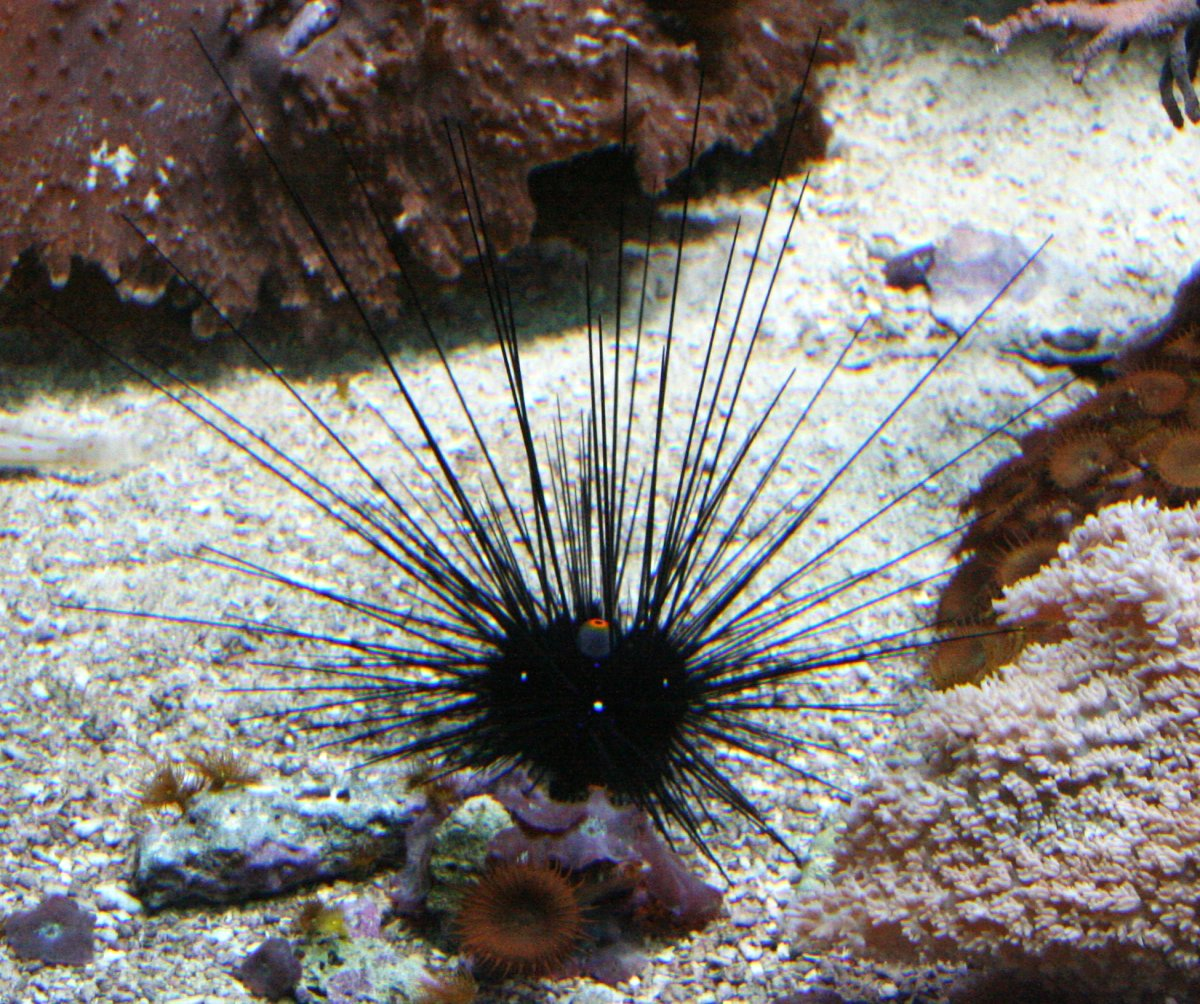
Diadema setosum

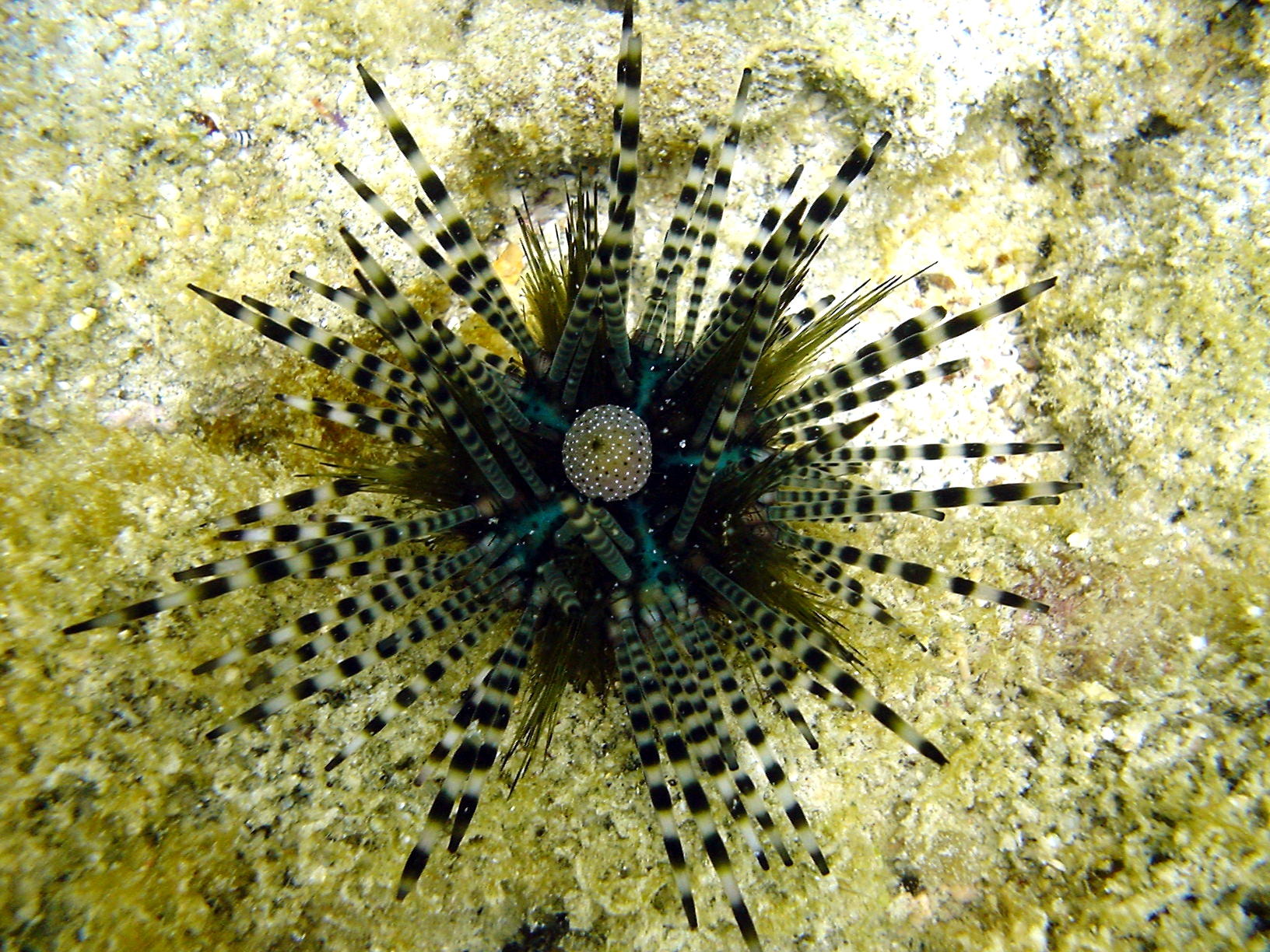
Echinothrix calamaris

  - Prächtiger Diademseeigel (Astropyga magnifica)
  - Roter Diademseeigel (Astropyga radiata) (Leske, 1778)
- Centrostephanus Peters, 1855 
  - Langstacheliger Diademseeigel (Centrostephanus longispinus) (Philippi, 1845)
- Chaetodiadema
- Diadema J. E. Gray, 1825 
  - Schwarzer Diademseeigel (Diadema africanum) (Rodriguez, Hernandez, Clemente & Coppard, 2013)[4]
  - Atlantischer Diademseeigel (Diadema antillarum) (Philippi, 1845)
  - Ostpazifischer Diademseeigel (Diadema mexicanum)
  - Savignys Diademseeigel (Diadema savignyi) (Michelin, 1845)
  - Gewöhnlicher Diademseeigel (Diadema setosum) (Leske, 1778)
- Echinothrix Peters, 1853 
  - Kalmar-Diademseeigel (Echinothrix calamaris) (Pallas, 1774)
  - Schwarzer Diademseeigel (Echinothrix diadema) (Linnaeus, 1758)
- Lissodiadema